# Курбский, Андрей Михайлович
Князь Андре́й Миха́йлович Ку́рбский (древн. русс.: Андрѣй Михайловичь Коурбьской, в прижизненных русских источниках — Курбской, в польских — Andrzej Kurbski, Andrzej Krupski, также — Ярославский, 1528, Русское государство — май 1583, Миляновичи, Волынское воеводство, Речь Посполитая) — русский полководец, дворецкий, политик, писатель, переводчик и меценат, приближённый Ивана Грозного. Происходил из смоленско-ярославской ветви Рюрикова дома, той его части, что владела селом Курба на Ярославщине. В 1564 году в разгар Ливонской войны получил известие о предстоящей опале, бежал и поселился в Великом княжестве Литовском. Из ливонского Вольмара и Речи Посполитой Курбский вёл с русским царём многолетнюю переписку, он написал историко-публицистический труд «История о великом князе Московском». 

## Род Курбских

Герб князей Курбских в Речи Посполитой

Род Курбских выделился из ветви приближённых и ярославских князей в XV веке. Согласно родовой легенде, род получил фамилию от села Курба. Род Курбских проявлялся в основном на воеводской службе: члены рода покоряли племена хантов и манси на Северном Урале, Курбские гибли и под Казанью, и на войне с Крымским ханством. Род Курбских присутствовал и на административных должностях, но на данном поприще род не добился больших успехов, хотя Курбские были наместниками и в Устюге Великом, и в Пскове, и в Стародубе, и в Торопце.
Андрей был старшим сыном московского воеводы, князя Михаила Михайловича Курбского (ум. 1546) и Марии Михайловны, дочери боярина Михаила Васильевича Тучкова-Морозова. У него было два младших брата — Иван и Роман Курбские. Воевода князь Михаил Михайлович Курбский, отец Андрея Курбского, имел боярский чин. Возможно, боярский чин имел и Семён Фёдорович Курбский.
Такое карьерное положение, безусловно, не соответствовало самому имени ярославского князя. Причин такого положения могло быть несколько. Во-первых, князья Курбские часто поддерживали оппозицию правящему режиму. Внук Семёна Ивановича Курбского был женат на дочери опального князя Андрея Угличского. Курбские поддерживали в борьбе за престол не Василия III, а Дмитрия-внука, чем заслужили ещё большую нелюбовь московских правителей.

## Биография
В 1549 году 21-летний князь Андрей в звании стольника участвовал во втором Казанском походе царя Ивана Васильевича Грозного на Казанское ханство. Во время похода служил пятым есаулом вместе со своим родственником Никитой Романовичем Юрьевым, который со стороны матери, урождённой Тучковой, приходился ему правнучатым братом. Вскоре после возвращения из казанского похода князь был отправлен на воеводство в Пронск, где охранял юго-восточные границы от татарских набегов.
В 1551 году написан седьмым в первую статью списка московских дворян. В этом же году первый воевода двенадцатого Большого полка в походе к Полоцку, а после он вместе с князем Петром Щенятевым второй воевода, командовал полком правой руки, стоявшим на берегу р. Оки, ожидая нападения крымских и казанских татар. В октябре упомянут вторым воеводою в Рязани. Несмотря на свою молодость, пользовался особым доверием царя, что видно, например, из следующего: воеводы, стоявшие в Рязани, стали местничать с князем Михаилом Ивановичем Воротынским и отказались к нему ездить, вследствие чего в войске произошёл сильный беспорядок. Узнав об этом, царь послал князю Курбскому грамоту с поручением объявить воеводам, чтобы они были «без мест».
В мае 1552 года послан собирать для Казанского похода ратных людей в Кашире. В июне, получив по пути к Коломне известие, что крымский хан Давлет Гирей с войском вторгся в южнорусские земли и осадил Тулу, царь приказал своим воеводам выступить на помощь тульскому гарнизону. Под Тулу двинулись полк правой руки под командованием князей Андрея Михайловича Курбского и Петра Михайловича Щенятева, а также части передового и большого полков. Между тем крымский хан два дня осаждал и штурмовал Тулу, но при приближении русских воевод снял осаду и бежал в степи. Князья Курбский и Щенятев догнали крымцев на берегу реки Шивороны вблизи Дедославля, разбили их, отняли многих пленных и взяли ханский обоз. В этой битве Андрей Курбский получил тяжкие раны в голову, плечи и руки, что не помешало ему, однако, через восемь дней снова выступить в поход. Полк правой руки направился через Рязанскую область и Мещеру, по лесам и «дикому полю», прикрывая собой движение царя к Казани от нападения ногайцев.
13 августа 1552 года русская армия прибыла в Свияжск, где отдохнула несколько дней; 20 августа полки переправились через Казанку, а 23 августа стали на назначенных им местах. Полк правой руки под начальством князей А. М. Курбского и П. М. Щенятева расположился на лугу за рекой Казанкой, между большими болотами, и сильно терпел, как от стрельбы с крепостных стен Казани, построенных на крутой горе, так и от беспрестанных нападений с тыла черемис, выезжавших из дремучих лесов, наконец от дурной погоды и вызванных ею болезней. В решительном приступе к Казани 2 октября 1552 года Андрей Курбский с частью полка правой руки должен был идти на Елбугины ворота, снизу от Казанки, а другому воеводе правой руки, князю П. М. Щенятеву, велено было подкреплять его. Татары подпустили русских к самой крепостной стене и тогда стали лить на их головы кипящую смолу, бросать брёвна, камни и стрелы. После упорного и кровопролитного боя татары были опрокинуты со стен; войска большого полка ворвались через проломы в город и вступили в ожесточённую битву на улицах, а князь Курбский стоял у входа в Елбугины ворота и заграждал татарам путь из крепости. Когда татары, увидев, что дальнейшая борьба невозможна, выдали русским своего царя Ядигера, а сами стали бросаться со стен на берег реки Казанки, намереваясь пробиться сквозь расположенные там туры полка правой руки, а затем, отбитые тут, стали переправляться вброд на противоположный берег. Князь Курбский сел на коня и с двумястами всадниками бросился в погоню за татарами, которых было по крайней мере пять тысяч: дав им немного отойти от берега, он ударил на них в то время, когда последняя часть отряда находилась ещё в реке.
В своей «Истории о великом князе Московском» князь Андрей Курбский, рассказывая об этом подвиге своём, прибавляет: «Молюся, да не возомнит мя кто безумна, сам себя хвалюща! Правду воистину глаголю и дарованна духа храбрости, от Бога данна ми, не таю; к тому и коня зело быстра и добра имех». Андрей Курбский прежде всех ворвался в толпу татар, и во время битвы конь его трижды врезывался в ряды отступавших, а в четвёртый раз и конь, и всадник, сильно раненные, повалились на землю. Очнувшись, Андрей Курбский увидел, что его, точно мертвеца, оплакивают двое его слуг и два царских воина; жизнь его была спасена, благодаря бывшей на нём крепкой броне (кольчуге). Во время казанской осады Андрей Курбский вместе с младшим братом Романом проявил выдающуюся храбрость.
В «Царственной книге» имеется подтверждение этого рассказа: «А воевода князь Андрей Михайлович Курбский выеде из города, и вседе на конь, и гна по них, и приехав во всех в них; они же его с коня збив, и его секоша множество, и прейдоша по нем за мертваго многие; но Божиим милосердием последи оздравел; татарове же побежаша на рознь к лесу».
В это время Курбский был одним из самых близких к царю Ивану Грозному людей, ещё более сблизился он со сторонниками Сильвестра и Адашева.
В марте 1553 года молодой царь Иван Грозный сильно заболел и велел боярам принести присягу на верность своему малолетнему сыну царевичу Дмитрию. Однако многие крупные бояре и сановники поддерживали кандидатуру удельного князя Владимира Андреевича Старицкого (двоюродного брата царя). Бояре спорили и медлили с присягой, говоря о своём нежелании служить Захарьиным во время малолетства царевича Дмитрия. Священник Сильвестр и Алексей Адашев, самые близкие к царю люди, также отказывались присягать на верность малолетнему царевичу. Андрей Курбский принадлежал к партии Сильвестра и Адашева, что ясно видно из его многочисленных лестных отзывов о них, во время царской болезни к ним не примкнул. В своём ответе на второе послание Иоанна он говорит, между прочим: «А о Володимере брате воспоминаешь, аки бы есть мы его хотели на царство: воистину, о сем не мыслих: понеже и не достоин был того». Царь оценил позицию князя Курбского и по своему выздоровлению, в числе немногих сопровождающих (царский духовник Андрей Протопопов, князь Иван Фёдорович Мстиславский, Алексей Адашев) царя с женою и сыном, взял его с собой на богомолье в Кирилло-Белозерский монастырь, посетив при этом и Троице-Сергиев монастырь, где встретился с Максимом Греком, Песношный монастырь на реке Яхрома, где были приготовлены суда для дальнейшего путешествия и царь встретился с находившимся в этом монастыре на покое бывшем коломенским епископом Вассианом Топорковым, о чём Курбский оставил отзыв в своих письмах. Царь и его спутники возвратились с богомолья в июле 1553 года.
В начале 1554 года князь А. М. Курбский вместе с воеводами Иваном Васильевичем Шереметевым (Большим) и князем Семёном Ивановичем Микулинским отправлен первым воеводою Сторожевого полка на подавление мятежа в бывшем Казанском ханстве, присоединённом в 1552 году к Русскому государству. Черемисы и татары подняли восстание, отказались платить дань и подчиняться русским наместникам, совершали набеги на нижегородские волости. Русские полки углубились в леса, где скрывались мятежники, знавшие местность. В течение месяца царские воеводы преследовали бунтовщиков и успешно бились с ними более двадцати раз. Русские разбили 10 тысяч восставших под командованием Янчуры Измаильтянина и Алеки Черемисина. Воеводы вернулись в Москву ко дню Благовещения с «пресветлою победою и со множайшими корыстьми». После этого арская и побережная сторона покорились и обещали давать дань, а царь наградил воевод золотыми шейными гривнами со своим изображением.
В 1556 году пожалован в бояре и послан вместе с князем Фёдором Ивановичем Троекуровым усмирять снова восставших луговых черемис. В этом же году участвовал в государевом походе против крымцев.
По возвращении из этого похода, он в 1557 году, в должности первого воеводы полка левой руки находился в Калуге, для охраны южной границы от угрожавшего нападения крымцев, а затем второй воевода войск правой руки, стоял в Кашире, начальствуя вместе с князем Петром Щенятевым.

## Участие в Ливонской войне
В январе 1558 года первый воевода в Туле, а когда началась Ливонская война из-за отказа немецких рыцарей-крестоносцев платить «старинную» дань Московскому царству, направлен первым воеводою Сторожевого полка в Лифляндию. Причиной Ливонской войны также было желание России добиться выхода к Балтийскому морю (это мнение оспаривается некоторыми учёными). Огромное русское войско (по словам князя Курбского было 40 тысяч, или даже более) выступило из Пскова и вошло в Ливонию тремя отрядами, причём сторожевым полком командовали князь Андрей Михайлович Курбский и Пётр Петрович Головин. Войску был дан приказ «воевать землю», то есть жечь и опустошать посады, но никак не осаждать города. Во многих боях лифляндцев побили, взяли город Костер, а у городов Алыста, Корелова, Вобана, Брьева, Ракобора, Муки, Конгуда, Лауса, Ругодева и Аскила выжгли предместья и нанесли великое разорение до Риги и Колывани. Целый месяц русские опустошали Ливонию и возвратились с большим числом пленных и богатой добычей. После этого Ливонский орден поспешил начать переговоры о мире, но царь Иван Грозный не согласился даже на перемирие.
Весной 1558 года был взят город Сыренск (Нейшлосс), а остальным воеводам царь приказал идти на соединение с князьями Петром Ивановичем Шуйским и с Андреем Курбским, шедшими из Пскова на Нейгауз. В этом походе А. М. Курбский был первым воеводой передового полка (авангарда), князь П. И. Шуйский командовал большим полком, а князь В. С. Серебряный — полком правой руки. Нейгауз был взят после трёхнедельной осады; затем осаждён был Дерпт, в котором затворился сам дерптский епископ. 18 июля были подписаны условия сдачи, а на следующий день русские заняли укрепления города. В это лето русские завоевали до двадцати городов. «И пребыхом в той земле аж до самаго первозимия, — пишет князь Курбский. — и возвратихомся ко царю нашему со великою и светлою победою».
В марте 1559 года послан вторым воеводою войск правой руки на южную границу, которой вновь угрожали крымские татары. 11 марта 1559 года, согласно Разрядному приказу, князь Андрей Курбский вместе с князем Иваном Фёдоровичем Мстиславским были назначены воеводами правой руки. Сначала они стояли в Калуге, а затем им было велено перейти ближе к степям, в Мценск. В августе, когда крымская угроза миновала, войска были распущены по домам. А. М. Курбский вернулся в Москву.
В 1560 году показан Казанским и Нижегородским дворецким. Когда начались неудачи в Ливонии, в 1560 году царь Иван Грозный поставил во главе русского войска А. М. Курбского, который вскоре одержал над рыцарями и поляками ряд побед, после чего был воеводой в Юрьеве. Сего ради, — пишет кн. Курбский, — введе мя царь в ложницу свою и глагола ми словесами, милосердием растворенными и зело любовными и к тому со обещаньми многими: «Принужден бых, рече, от оных прибегших воевод моих, або сам итти сопротив Лифлянтов, або тебя, любимаго моего, послати, да охрабрится паки воинство мое, Богу помогающу ти; сего ради иди и послужи ми верне».

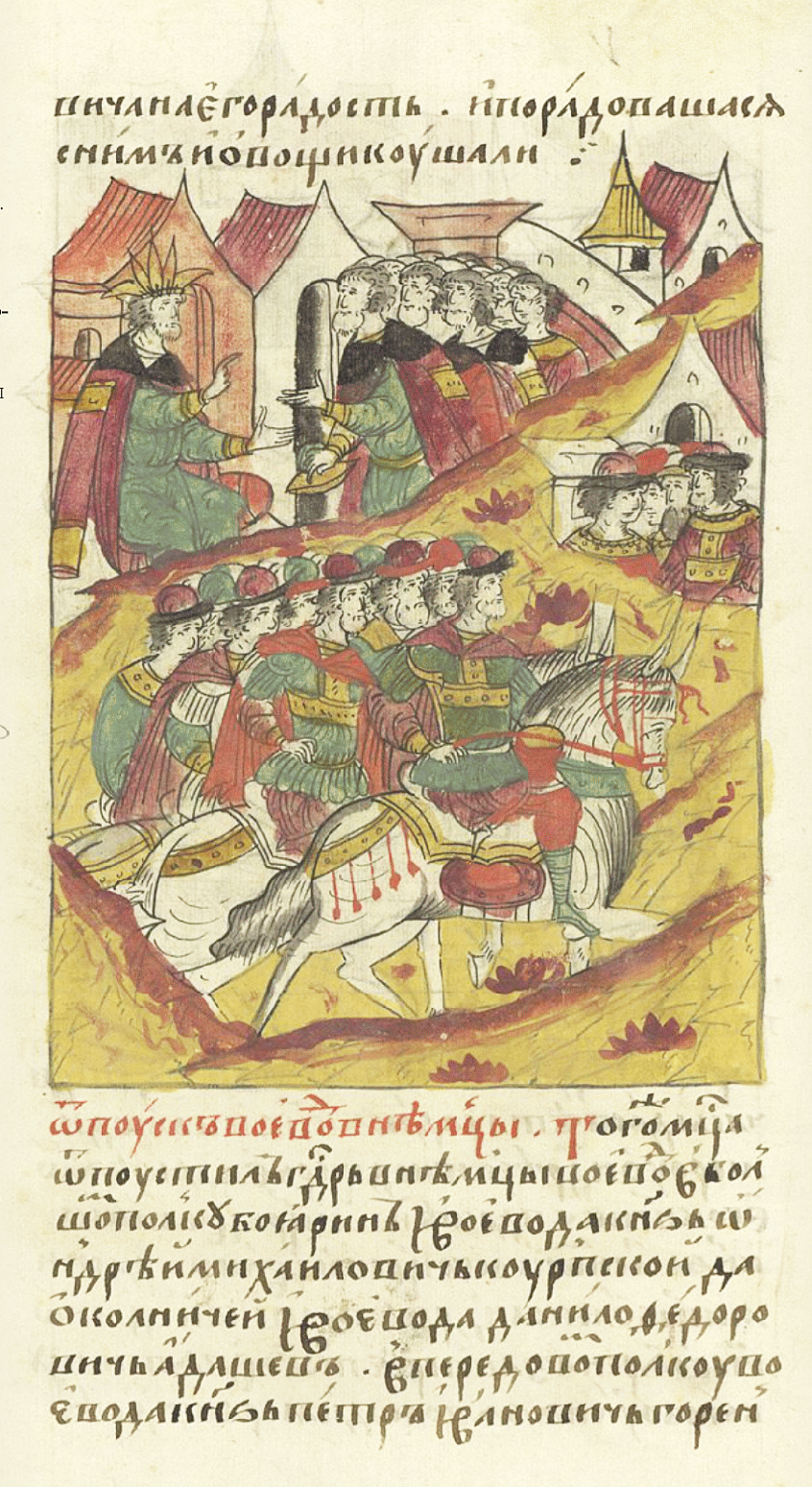
«Государь отпустил в Немецкую землю воевод: в большом полку — боярин и воевода Андрей Михайлович Курбский, да окольничий и воевода Даниил Фёдорович Адашев, а в передовом полку Пётр Иванович Горенский да Иван Шарапов»

Князь Андрей Михайлович Курбский со своим отрядом направился к Дерпту и в ожидании прибытия в Ливонию других воевод двинулся к Вейссенштейну (Пайде). Разбив под самым городом ливонский отряд, он узнал от пленных, что ливонский магистр с войском стоит в восьми милях, за большими болотами. Ночью А. М. Курбский выступил в поход, пришёл утром к болотам, через которые целый день переправлялось его войско. Если бы ливонцы встретились в это время с русским войском, то разбили бы его, будь это войско многочисленнее войска князя Курбского. Однако они, по словам князя, «яко гордые, стояли на широком поле от тех блат, ждуще нас, аки две мили, ко сражению». Переправившись через эти опасные места, после краткого отдыха воины Курбского около полуночи начали перестрелку, а затем, вступив в рукопашную, обратили ливонцев в бегство, преследовали их и нанесли им большой урон. Возвратившись в Дерпт и получив в подкрепление отряд из двух тысяч воинов, добровольно к нему присоединившихся, после десятидневного отдыха выступил к Феллину, где находился отказавшийся от должности магистр Вильгельм фон Фюрстенберг. Князь А. М. Курбский послал вперёд татарский отряд под начальством князя И. А. Золотого-Оболенского, будто бы для того, чтобы жечь посад. Магистр двинулся против татар со всем своим гарнизоном и едва спасся, когда князь Курбский ударил на него из засады.
В том же 1560 году в Ливонию вступило большое войско под командованием главных воевод, князей Ивана Фёдоровича Мстиславского и П. И. Шуйского, князь Андрей Курбский с передовым полком присоединился к ним. Русские воеводы с главными силами двинулись на Феллин, послав в обход передовой отряд князя Василия Ивановича Барбашина. Вблизи города Эрмеса на князя Барбашина напал ливонский отряд под начальством ландмаршала Филиппа фон Белля. Ливонский ландмаршал потерпел поражение и вместе с командорами был взят в плен. Воевода Андрей Курбский с большой похвалой отзывается о нём: «бе бо муж, яко разсмотрихом его добре, не токмо мужественный и храбрый, но и словества полон, и остр разум и добру память имущ». Отсылая его с другими важными пленными в Москву, князь Курбский и другие воеводы письменно просили царя не казнить ландмаршала — он был, однако, казнён за резкое выражение, сказанное царю на приёме. Во время трёхнедельной осады Феллина князь А. М. Курбский ходил под Венден и разбил передовой литовский отряд под командованием князя А. И. Полубинского, посланного против него лифляндским гетманом Яном Иеронимовичем Ходкевичем. В бою под Вольмаром Курбский поразил ливонских рыцарей и их нового ландмаршала. Сражение Курбского с Полубинским стало первым столкновением между русским и польско-литовским государствами из-за прав на обладание Ливонией. Иван Грозный расставил воевод по приграничным городам, велев защищать русские границы и совершать набеги на литовские приграничные земли.
В 1561 году второй воевода войск правой руки на берегу Оки.
В 1562 году князь А. М. Курбский отправлен воеводой в Великие Луки, откуда в июне 1562 года он совершил набег на Витебск и сжёг его посад. В августе того же года князь был отправлен против литовцев, опустошавших окрестности Невеля. Однако Андрей Курбский, командуя большим войском, не смог отразить литовский набег в бою под Невелем.
В ноябре 1562 года участвовал в походе большой русской рати под командованием царя Ивана Грозного на Полоцк, второй воевода сторожевого полка. При осаде города ставил туры и был первым воеводою у тур, а по взятии города назначен годовать первым воеводою в Юрьев-Ливонский.

### Причины побега
В своих посланиях, ни князь А. М. Курбский, ни в ответах Иван Грозный, не указывают на причины, что побудило к измене, и историки высказывают лишь догадки и предположения.
Одной из главных причин польские историки указывают на неудачную битву под Невелем в 1562 году, но показания польских историков: Матвея Стрыйковского, Йоахима Бельского и Александра Гваньини противоречат Псковской летописи. Если верить полякам, то князь Курбский потерпел сильное поражение под Невелем, имея несравненно больше войска, нежели литовцы. Иван Грозный в ответном письме писал: «С 15 тысячами вы не смогли победить 4 тысячи и не только не победили, но и сами от них едва возвратились, ничего не успев». Курбскому не удалось победить литовцев, но из этого нельзя заключить о поражении, грозившем ему царским гневом, и Иван Грозный, конечно, упрекнул бы его поражением. Историк Й. Бельский высказал мнение, что после Невельской битвы царь начал подозревать князя в измене, но это очень сомнительно ввиду того, что царь взял его с собою в следующий полоцкий поход и не оставил бы в марте 1563 года воеводой в ново завоёванном городе Дерпте, о чём царь писал: «Коли бы мы тебе в том не верили и мы бы тебя в ту свою вотчину не посылали».
В 1563 году начались преследования и казни сторонников Сильвестра и А. Адашева и побеги опальных или тех, кому угрожала царская опала, в Литву. Хотя за Курбским никакой вины, кроме сочувствия павшим правителям, не было, он имел полное основание думать, что и его не минует жестокая опала.

Тем временем король Сигизмунд-Август и вельможи польские писали Курбскому, уговаривая его перейти на их сторону и обещая ласковый приём, о чём видно из сохранившихся королевских грамот «листов» на имя князя Курбского. В данных приглашениях нет ничего особенного, и раньше польский король переманивал в Литву многих московских бояр и всех пригодных к военной службе. Что касается «выгодной платы за измену», то ни польский король, ни литовский гетман Радзивилл, не высказали ничего определённого — король в охранной грамоте обещал быть милостивым, а гетман обещал приличное содержание. В виду этого нет основания полагать, что Курбский решился на отъезд из каких-либо корыстных побуждений.
Князь Курбский от царского гнева бежал,

С ним Васька Шибанов, стремянный.

Дороден был князь. Конь измученный пал.

Как быть среди ночи туманной?

Но рабскую верность Шибанов храня,

Свого отдаёт воеводе коня:

«Скачи, князь, до вражьего стану,

Авось я пешой не отстану».
13 января 1563 г. Сигизмунд II в письме Раде Великого княжества Литовского благодарил витебского воеводу Н. Ю. Радзивилла «за старания в отношении Курбского». По заключению Скрынникова, речь идёт о передаче Курбским сведений о передвижении русской армии, что способствовало поражению русских войск в сражении 25 января 1564 года под Улой. Если верить повествованию дерптского бюргера Ниенштедта и неизвестного по имени летописца, князь Курбский вёл в 1563 году переговоры о сдаче нескольких ливонских городов, но эти переговоры не увенчались успехом. Очень возможно, что князь опасался, как бы царь не приписал эту неудачу его злому умыслу и как бы его не постигла участь Сильвестра, Адашевых и других единомышленников. Как видно из слов самого Курбского, он не сразу решился покинуть отечество и считал себя невинно изгнанным, описывая в послании: «Коего зла и гонения от тебя не претерпех и коих бед и напастей на мя не подвигал еси! и коих лжеплетений презлых на мя не возвёл еси! А приключившимися от тебя различные беды по ряду, за множество их, не могу ныне изречи...».
По всему вероятию, на князе Курбском лежала опала за его участие в «избранной раде» и за близость к Сильвестру и Адашеву, гонения против которых царём Иваном Грозным было воздвигнуто после смерти царицы Анастасии Романовны в 1560 году. Намёк на опалу и на то, в чём состояла измена, можно найти в словах Ивана Грозного, которые он велел гонцу Колычеву сказать польскому королю Сигизмунду-Августу: «Курбского и его советников измены то, что он хотел над государем нашим и над его царицей Настасьей и над их детьми умышлять всякое лихое дело: и государь наш, уведав его измены, хотел было его посмирити, а он побежал».
Историк Николай Дмитриевич Иванишев, один из исследователей жизни князя Курбского, высказал предположение, что он: «действовал обдуманно и только тогда решился изменить своему государю, когда плату за измену нашёл для себя выгодную».
Другой историк С. Горский писал: «Если бы князь Курбский бежал в Литву действительно из страха смерти, то, вероятно, он сделал бы это и без приглашения польского короля, потому что ему, без сомнения, было известно, как хорошо принимает король русских изменников. Видно, что Курбский делал своё дело не торопясь, даже слишком не торопясь, потому, что для окончания всех переговоров, какие он вёл с Сигизмундом-Августом, требовалось много времени. Эта медлительность есть лучшее доказательство, что насчёт жизни своей Курбский был совершенно спокоен».

## Бегство и переход на сторону Сигизмунда

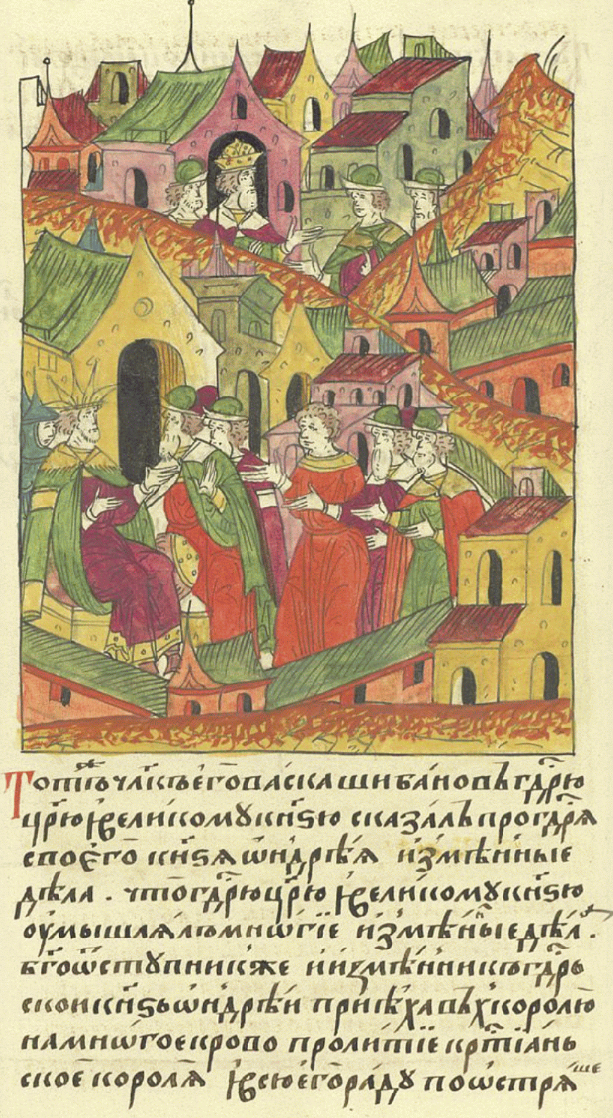
Василий Шибанов у Ивана Грозного (нижний ряд), князь Андрей у короля (верхний ряд)

Бегство произошло ночью 30 апреля 1564 года. В сопровождении 12 верных слуг Курбский бежал в Вольмар, где базировались литовцы. Оттуда беглый воевода написал Ивану Васильевичу письмо с объяснением своего поступка, обвиняя царя в нарушении всех христианских норм. За Курбским последовало большое число русских служилых людей, составивших под командой князя целую дружину. От побега Курбского и его послания царь был вне себя от гнева и написал пространный ответ, ссылаясь на древнюю историю из книги Святого писания и творения святых отцов, оправдывая свои дела и обвиняя бояр, а также кратко изложил свою родословную как подтверждение неоспоримых прав на престол и преимущество своего рода перед родом князя Курбского, где в письме царь усмотрел на желание быть самостоятельным князем, употребившим следующее обращение: «князю Андрею Михайловичу Курбскому, восхитившему своим изменным обычаем быти Ярославскому владыце».
После бегства начались гонения на родственников и княжеское окружение. Верный слуга Василий Шибанов был схвачен дерптскими воеводами и отослан в Москву, где и казнён. Мать, жена и девятилетний сын посажены в тюрьму. Все лица, близко к нему стоящие, подвергнуты допросу, включая и духовника Курбского — чёрного попа, очевидно Феодорита, о котором князь отзывается с большой похвалой в 8-й главе своего послания. Историк А. Маркевич в сочинении «О местничестве» напечатал извлечённое им из местнического дела 1640 года князя Куракина с князем Трубецким указание на постановление, сделанное после бегства князя А. М. Курбского, о понижении родичей отъехавшего князя, даже старших в местническом отношении на 12 мест.
По поводу близких к нему людей, которые остались в Русском царстве, сам Курбский впоследствии пишет, что царь якобы: «матерь ми и жену и отрочка единого сына моего, в заточение затворенных, троскою поморил; братию мою, единоколенных княжат Ярославских, различными смертьми поморил, имения мои и их разграбил».
Согласно историку Б. Н. Морозову, сразу же после прибытия Курбского в Великое княжество Литовское его фамилия была перепутана с существующей литовской шляхетской фамилией «Крупский».

## Жизнь в Речи Посполитой

### Служба польским королям
Уже осенью 1564 года Курбский воюет против Москвы. Поскольку он прекрасно знал систему обороны западных рубежей, при его участии войска Великого княжества Литовского неоднократно устраивали засады на русские отряды. В октябре 1564 года принял участие в осаде польско-литовским войском города Полоцка, недавно завоёванного Иваном Грозным. Зимой 1565 года князь, будучи одним из командиров литовской армии, участвовал в опустошении и разграблении Великолуцкой области.
Осенью 1579 года участвовал в походе Стефана Батория на Полоцк, который на этот раз не смог устоять против нападения поляков. На третий день после осады Полоцка (2 сентября 1579) князь Курбский ответил на второе послание Ивана Грозного, присланного ему в 1577 году из Вольмара (Владимира Ливонского), того самого города, где князь укрывался после бегства. Овладев Вольмаром, Иван Грозный вспомнил о Курбском и с иронией написал: «И где еси хотел успокоен быти от всех трудов твоих, в Волмире и тут на покой твой Бог нас принёс и где чаял ушёл, а мы тут, за Божией волею — согнали». В ответ Курбский упрекал царя в неблагодарности к подданным, перечислял бедствия обрушившихся на Московское государство после изгнания и избиения мудрых советников, убеждает царя вспомнить лучшую пору своего царствования, а в заключении советует царю не писать в чужую землю, чужим слугам.

#### Владение имениями и быт князя Курбского
В июле 1564 года великий князь литовский Сигизмунд Август передал во владение Андрею Курбскому обширные поместья в Литве и на Волыни, взамен земель покинутых в Отечестве. Ему было передано: староство кревское и до десяти сёл в Упитском повете (Трокское воеводство), при которых насчитывалось более 4.000 тысяч десятин, на Волыни — город Ковель с замком, местечко Вижва с замком, местечко Миляновичи с дворцом и 28 сёл. Все эти имения были пожалованы ему «на выхованье», то есть во временное владение, без права собственности. Андрей Курбский управлял ими через своих урядников. Соседние паны и шляхтичи стали совершать наезды на владения А. М. Курбского, захватывать его земли, нанося обиды князю. В 1567 году Сигизмунд II Август «в награду за добрую, доблестную, верную, мужественную службу во время воевания с польским рыцарством земли князя московского» утвердил все поместья в собственность за князем А. Курбским и за его мужскими потомками. С этого времени он стал во всех документах называть себя — «князь Андрей Курбский и Ярославский», в письмах к Ивану Грозному — «Андрей Курбский княжа на Ковлю», а в своём завещании — «Андрей Михайлович Курбский, Ярославский и Ковельский».
Жил большей частью в 20 верстах от Ковеля, в местечке Миляновичи (нынешняя территория Украины). Он и его потомки использовали герб Леварт (Лев II).
Два тома актов изданных в Киеве Временной комиссией, посвящены жизни Курбского в Литве и на Волыне и почти все эти акты касаются процессов князя Курбского с различными частными лицами и его столкновений с правительством из-за прав владения различными имениями, а также дела по убиению поляками некоторых московитян, выехавших с ним в Литву. Судя по многочисленным процессам, акты которых сохранились до настоящего времени, он быстро ассимилировался с польско-литовскими магнатами и «между буйными оказался во всяком случае не самым смиренным»: воевал с панами, захватывал силой имения, посланцев королевских бранил «непристойными московскими словами» и прочее.

В отношениях к соседям князь А. М. Курбский отличался суровостью и властолюбием, нарушал права и привилегии своих ковельских подданных и не исполнял королевских повелений, если находил их несогласными со своими выгодами. Так, получив королевский указ об удовлетворении князя Александра Чарторыйского за разбой и грабёж крестьян князя Курбского, в Смедыне, он так в присутствии королевского представителя и поветовых старост отвечал присланному от князя Чарторижского с королевским листом: «Я-де, у кгрунт Смедынский уступоватися не кажу; але своего кгрунту, который маю з’ласки Божье господарское, боронити велю. A естли ся будут Смедынцы у кгрунт мой Вижовский вступовать, в тые острова, которые Смедынцы своими быть менят, тогды кажу имать их и вешать».

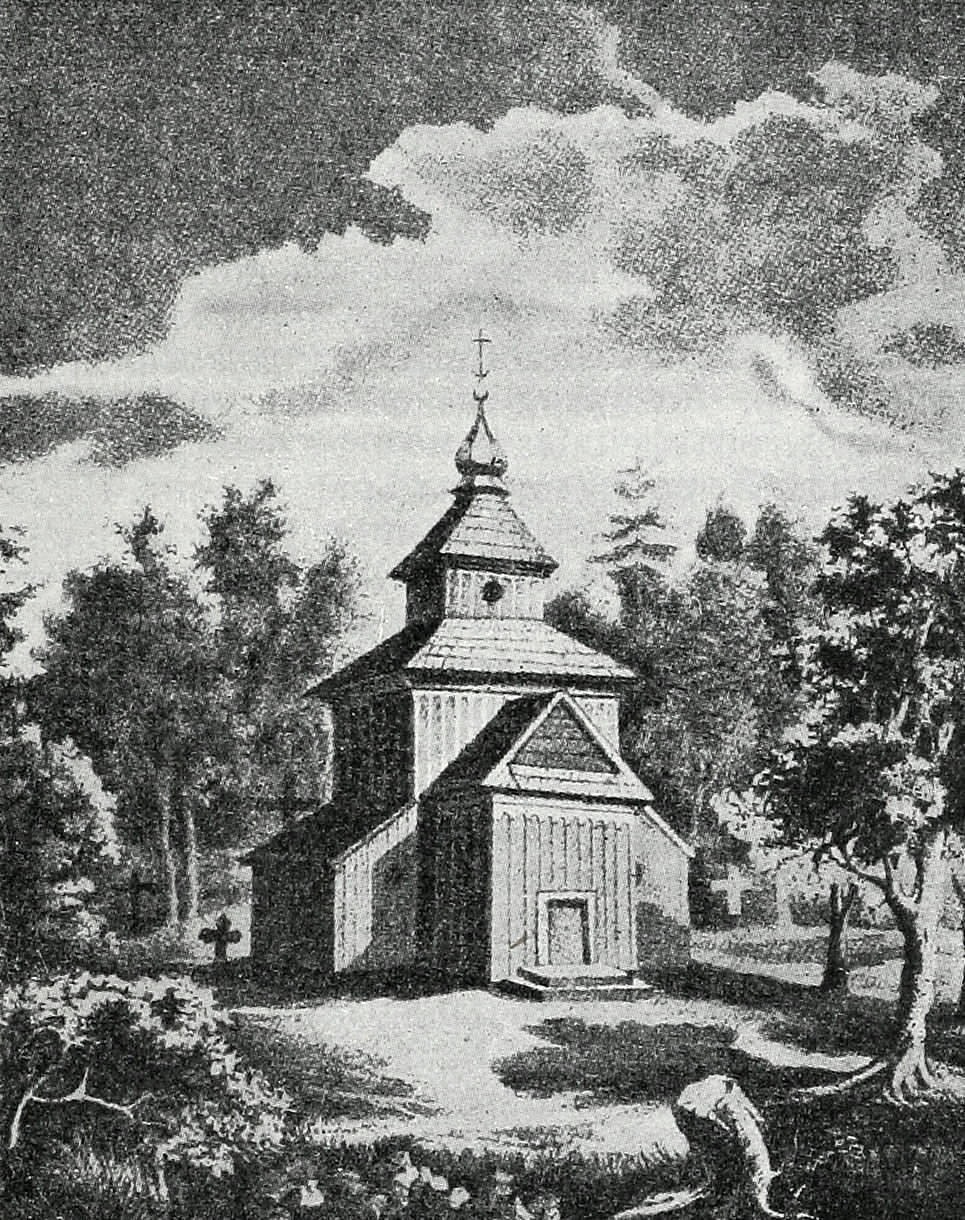
Церковь Святой Троицы в селе Вербки, где была помещена гробница князя А. М. Курбского (с гравюры 1848 года)

В мае 1566 года произошли стычки с отрядами воеводы волынского, князя Александра Фёдоровича Чарторыйского, в августе того же года — конфликт с владельцами местечек Донневичи и Михилевичи. В ноябре 1567 года состоялась стычка с вооружённой челядью семейства каштеляна сандомирского Станислава Матеевского. В конце 1569 года — столкновение с частным отрядом Матвея Рудомина, было много убитых и раненых.
В 1569 году на сейме в Люблине волынские магнаты жаловались польскому королю Сигизмунду Августу на притеснения, которые они терпят от князя Андрея Курбского, и требовали, чтобы у него были конфискованы имения, ранее ему данные. Сигизмунд Август отказался удовлетворить их жалобы и заявил, что Ковель и староство кревское были даны Курбскому по весьма важным государственным причинам. Князь А. М. Курбский так говорит об этом: «ненавистные и лукавые суседи прекаждаху ми дело сие, лакомством и завистию движими, хотяще ми выдрати данное ми именье з’ласки королевския на препитание, не только отъяти и поперети хотяще многия ради зависти, но и крови моей насытися желающе».
В августе 1570 года — «малая война» с воеводой брацлавским, князем Андреем Ивановичем Вишневецким за передел границ имений. Вооружённые пограничные столкновения между воинами А. М. Курбского и А. И. Вишневецкого происходили в феврале 1572 и в августе 1575 годов.
Предвидя близкую кончину князь Андрей Михайлович написал духовное завещание, по которому Ковельские имения оставлял сыну. В мае 1583 года Андрей Михайлович Курбский скончался в своём имении Миляновичи под Ковелем. Его похоронили в монастыре Святой Троицы, в окрестностях Ковеля. В марте 1590 года состоялось решение королевского суда, по которому Ковельское имение было отобрано у вдовы и детей Курбского. Его сын Дмитрий (1582—1649) впоследствии получил часть отобранного, перешёл в католичество и служил королевским старостой в Упите.

## Семья
Женат трижды:
1. На неизвестной (ум. 1564) — от брака имели сына Андреевича (г/р около 1555), которые после бегства князя Андрея Михайловича были посажены в тюрьму, вместе с матерью князя. Дальнейшая их судьба неизвестна. В синодике опальных — не упомянуты.
2. При содействии самого короля Сигизмунда Августа в 1571 году женился на богатой вдове Марии Юрьевне Козинской (Kozińska, ум. 1586), урождённой княжне Гольшанской. Мария Гольшанская была дочерью знатного литовского князя-магната Юрия Ивановича Гольшанского (ум. 1536). До брака с Курбским Мария была дважды замужем: за Андреем Якубовичем Монтолтом (Монтовтом) от которого имела двух взрослых сыновей, затем за Михаилом Тихоновичем Козинским, от которого имела дочь, вышедшую замуж за князя Збаражского, а потом за Фирлея. Невеста была старше, но в приданое Мария принесла многочисленные имения на Волыни и князь Курбский вступил в родство с князьями: Сангушками, Збаражскими, Сапегами, Полубенскими, Соколинскими, Монтовтами, Воловичами. Пять лет супруги жили в согласии, в тихом уединении в Милоновичах. Отношения между супругами не заладились, после того, как жена, сильно заболев, написала духовное завещание, в котором отказывала все свои имения мужу, а сыновьям от первого брака завещала только Голтенки и заложенные в частные руки два села, предоставляя их выкупить и владеть ими как вотчиной. Мария Юрьевна не умерла, но через год начались семейные раздоры: её сыновья люди буйные и строптивые, винили князя в дурном отношении к их матери из-за корыстных целей захватить поместья. Правда князь Курбский запер свою жену и никого к ней не допускал, но им руководили при этом совершенно другие соображения, заставивших его в 1578 году искать развода. Вскоре Мария Гольшанская обратилась с жалобой к польскому королю на побои и даже на «посягательство на её жизнь». После скандального судебного процесса в 1578 году, Владимирский епископ Феодосий утвердил развод, без объявления причин (в Литве и Польше сосуществовал обычай давать развод только на основании согласия обеих сторон). Мария Юрьевна подала тогда Стефану Батория жалобу на своего бывшего мужа в незаконном расторжении брака. Король передал жалобу митрополиту Киевскому и галицкому Онисифору, был назначен духовный суд и на его заседание был приглашён князь Курбский. На суд князь не явился, ссылаясь на болезнь, но предоставил свидетельские показания, дававшие ему право на развод. Позднее он заключил с бывшей женою мировую сделку, в которой было сказано: «она уже до меня и до маетности моея ничего не мает».
3. В апреле 1579 года, Андрей Курбский вновь женился на небогатой волынской дворянке Александре Петровне Семашко (ум. 1605), дочери старосты кременецкого Петра Семашко. В третьем браке Андрей Курбский был, по-видимому, счастлив[19], так как имел детей:

- Князь Курбский № Андреевич (около 1554—1564).
- Князь Курбский Дмитрий-Николай Андреевич[18] (1582-после 1645) — подкормий Упитский, принял католическую веру, жена Кристина Ейгирдова (Eygird). Его внуки Яков и Александр Борисовичи в 1686 году выехали в Россию и приняли российское подданство.
- Княжна Марина (Мария) Андреевна (г/р 1580).

## Оценка исторической личности
На камне мшистом в час ночной,

Из милой родины изгнанник,

Сидел князь Курбский, вождь младой,

В Литве враждебной грустный странник,

Позор и слава русских стран,

В совете мудрый, страшный в брани,

Надежда скорбных россиян,

Гроза ливонцев, бич Казани...
Мнения о Курбском, как политическом деятеле и человеке, не только различны, но и диаметрально противоположны. Одни видят в нём узкого консерватора, человека крайне ограниченного, но высокого самомнения, сторонника боярской крамолы и противника единодержавия. Бегство в Великое княжество Литовское объясняют расчётом на житейские выгоды, а его поведение в Литве считают проявлением разнузданного самовластия и грубейшего эгоизма; ставится под сомнение даже искренность и целесообразность его трудов на поддержание православия.
По убеждению других, Курбский — личность умная и образованная, честный и искренний человек, всегда стоявший на стороне добра и правды. Его называют первым русским диссидентом.
Известный польский историк и геральдист XVII века Симон Окольский писал, что Курбский «был поистине великим человеком: во-первых, великим по своему происхождению, ибо был в свойстве с московским князем Иоанном; во-вторых, великим по должности, так как был высшим военачальником в Московии; в-третьих, великим по доблести, потому что одержал такое множество побед; в-четвёртых, великим по своей счастливой судьбе: ведь его, изгнанника и беглеца, с такими почестями принял король Август. Он обладал и великим умом, ибо за короткое время, будучи уже в преклонных годах, выучил в королевстве латинский язык, с которым дотоле был незнаком».

## Богословско-политические идеи Андрея Курбского[22]
- Ослабление христианской веры и распространение ереси опасно прежде всего тем, что порождает у людей безжалостность и равнодушие к своему народу и отечеству.
- Подобно Ивану Грозному, Андрей Курбский трактовал верховную государственную власть, как дар Бога, кроме того он называл Россию «Святорусской империей».
- Носители власти не исполняют в действительности предназначенного для них Богом. Вместо того, чтобы вершить праведный суд, они творят произвол. В частности Иван IV не вершит праведный суд и не защищает подданных.
- Церковь должна являться препятствием разгулу беззакония и кровавого произвола властителей. К этому высокому предназначению поднимает церковь дух христианских мучеников, принявших смерть в борьбе против преступных и неправедных властителей.
- Царская власть должна осуществляться при содействии советников. Причём это должен быть постоянно действующий совещательный орган при царе. Образец такого органа князь видел в Избранной раде — коллегии советников, действовавшей при Иване IV в 50-х годах XVI века.
- Андрей Курбский чтил Септуагинту и считал ошибкой сверять перевод по еврейским текстам. Критиковал он папу Формоза (за Филиокве) и Лютера[22].

## Литературное творчество
Из сочинений Курбского в настоящее время известны следующие:
1. «История кн. великого Московского о делех, яже слышахом у достоверных мужей и яже видехом очима нашима»,
2. «Сказ о логике»,
3. «От другие диалектики Иоанна Спанъинбергера о силогизме вытолкована»,
4. «Четыре письма к Грозному»,[23]
5. «Письма» к разным лицам; из них 16 вошли в 3-е изд. «Сказаний кн. К.» Н. Устрялова (СПб. 1868), одно письмо издано Сахаровым в «Москвитянине» (1843, № 9) и три письма — в «Православном Собеседнике» (1863 г. кн. V—VIII).
6. «Предисловие к Новому Маргариту»; изд. в первый раз Н. Иванишевым в сборнике актов: «Жизнь кн. К. в Литве и на Волыни» (Киев 1849), перепечатано Устряловым в «Сказ.».
7. "Предисловие к книге Дамаскина «Небеса» изд. кн. Оболенским в «Библиографич. Записках» 1858 г. № 12).
8. «Примечания (на полях) к переводам из Златоуста и Дамаскина» (напечатаны проф. А. Архангельским в «Приложениях» к «Очеркам ист. зап.-русск. лит.», в «Чтениях Общ. и Ист. и Древн.» 1888 г. № 1).
9. «История Флорентийского собора», компиляция; напеч. в «Сказ.» стр. 261-8; о ней см. 2 статьи С. П. Шевырева — «Журнал Министерства народного просвещения», 1841 г. кн. I, и «Москвитянин» 1841 г. т. III.

Кроме избранных сочинений Златоуста («Маргарит Новый»; см. о нём «Славяно-русские рукоп.» Ундольского, М., 1870), Курбский перевёл диалог патр. Геннадия, Богословие, Диалектику и др. сочинения Дамаскина (см. статью А. Архангельского в «Журнал Министерства народного просвещения» 1888, № 8), некоторые из сочинений Дионисия Ареопагита, Григория Богослова, Василия Великого, отрывки из Евсевия и проч.

## Курбский в искусстве
Кондратий Рылеев посвятил Курбскому одну из своих дум.
В фильме Сергея Эйзенштейна «Иван Грозный» Андрея Курбского играл Михаил Названов.
В многосерийной исторической драме «Грозный» роль князя Курбского сыграл Константин Крюков.